# Norsk Luftfartsmuseum
Norsk Luftfartsmuseum i Bodø är Norges nationella museum för luftfartshistoria. Den 15 maj 1994 invigdes föregångaren Norsk Luftfartssenter av kung Harald V. Museets utställning var då endast den civila delen av museet. Den militära delen – Luftforsvarsmuseet – invigdes året därpå, den 21 maj 1995, av försvarsminister Jørgen Kosmo. Luftforsvarsmuseet är en del av Forsvarsmuseets område. Museets tredje intressent är Avinor Museum, som är en del av Avinor, det norska luftfartsverket. 

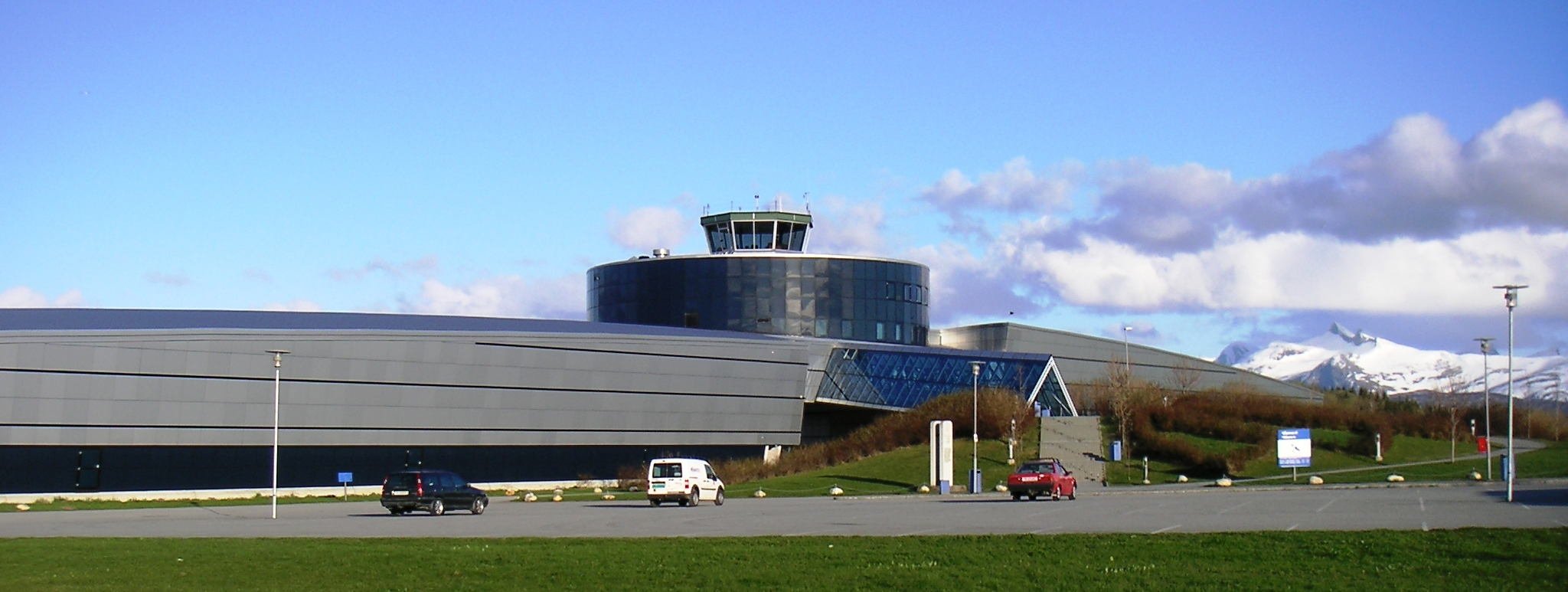
Norsk Luftfartsmuseum

Museet organiserades om genom ett Stortingsbeslut och fick status av nationellt museum 1998. Namnet blev då ändrat till dagens Norsk Luftfartsmuseum och det är en stiftelse. Norsk Luftfartsmuseum har ett övergripande och samordnande ansvar för de tre i museet ingående delarna. Stiftelsen har ett helägt dotterbolag som grundades samma år, Norsk Luftfartssenter Bodø AS. Det är ett fastighets- och driftsbolag. Byggnaden har formen av en jättelik propeller. Per Morten Wik vid Boarch arkitekter i Bodø har ritat huset. Under byggnadens runda centralkropp går en av infartsvägarna till Bodø. 
Utställningsytan är cirka 12.000 kvadratmeter och ett fyrtiotal flygplan är utställda som tillsammans med andra viktiga objekt som visar den norska flyghistorien. Här finns en interaktiv del där man genom experiment bland annat får veta varför ett flygplan kan flyga. Bland de flygplan som är unika kan nämnas Hønningstad C-5 Polar, ett norskt enmotorigt sjöflygplan vars tillkomst daterar sig till den tyska ockupationstiden då den började byggas i hemlighet. Här finns en Lockheed U-2 Dragon Lady, spionplan av samma typ som Francis Gary Powers flög då han blev nedskjuten över Sverdlovsk i det inre av Sovjetunionen den 1 maj 1960. I Europa finns endast en till U-2 på museum. 
Museet har ett besökstal på cirka 50.000 per år och bedriver en intensiv verksamhet riktad mot skolorna genom den s.k Kulturelle Skolesekken som är en åtgärd från norska statens sida att ge skolungdom lärdomar och erfarenhet av bland annat museibesök. 
Museet har sedan starten haft tre chefer; Arne Qvam (1994-98), Kjell M. Lutnes (1998-2005) och Sven Scheiderbauer (2005-).